# Neoholmgrenia hilgardii
Neoholmgrenia hilgardii là một loài thực vật có hoa trong họ Anh thảo chiều. Loài này được (Greene) W.L. Wagner & Hoch mô tả khoa học đầu tiên năm 2009.